# 우이딩
우이딩(중국어 정체자: 吳怡玎, 간체자: 吴怡玎, 병음: Wú Yídīng, 한자음: 오이정,  1979년 11월 13일~)은 중화민국의 정치인으로 제10대 입법위원이다. 